# 中航興業
中航興業（前上市代號：1110.HK），是前中國國際航空股份有限公司旗下公司，當時資產包括港龍航空、澳門航空及其他飛機膳食業務。
2006年6月，自從出售港龍航空43.26%之後，母公司中國國際航空以每股2.8港元私有化成功後，2007年1月23日撤銷香港上市。

## 外部連結
- 中國國際航空網站（页面存档备份，存于）
- 每股2.8港元收购 国航完成中航兴业私有化（页面存档备份，存于）
- 國航入主中航興業Archive.today的存檔，存档日期2013-04-28
- 曹光彪要求每股$2.8私有 中航興業功成身退